# Gare de Pinheiros
La gare de Pinheiros (en portugais Estação Pinheiros) est une gare ferroviaire de la ligne 9-Émeraude de ViaMobilidade. Elle est située dans le quartier Pinheiros à São Paulo, au Brésil.
Elle est en correspondance intégrée avec la station Pinheiros de la ligne 4 du métro de São Paulo.

## Situation ferroviaire

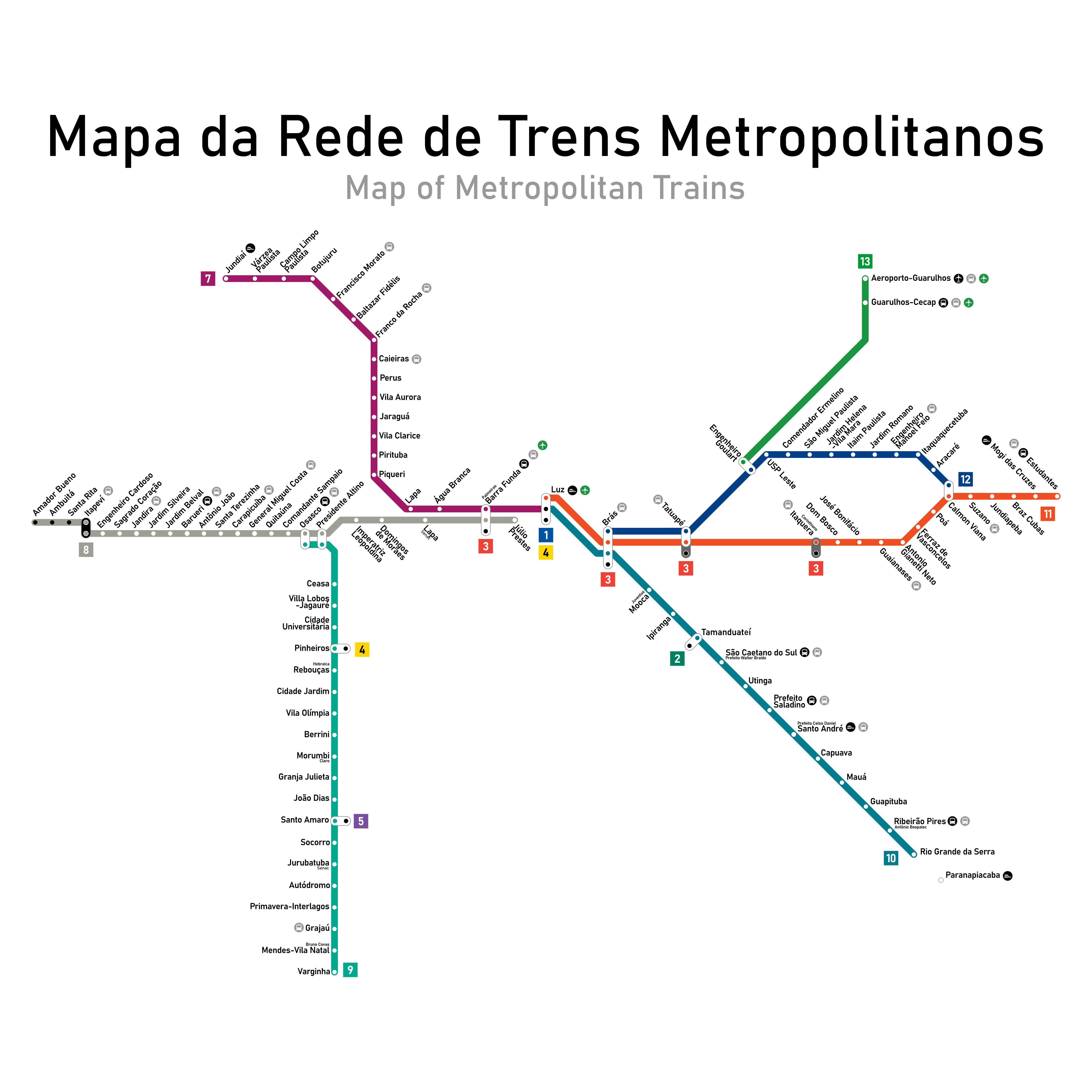
Plan du réseau de trains de banlieue de São Paulo.

Établie à 718 mètres d'altitude, la gare de Pinheiros est située sur la ligne 9-Émeraude de ViaMobilidade, entre la gare de Cidade Universitária, en direction de la gare terminus d'Osasco, et la gare d'Hebraica–Rebouças, en direction de la gare terminus de Grajaú.

## Histoire
La gare de Pinheiros est inaugurée, avec des installations temporaires, par l'Estrada de Ferro Sorocabana (EFS), avec la branche de Jurubatuba, le 25 janvier 1957. Les installations définitives, qui comprennent notamment un bâtiment sont ouvertes l'année suivante.
En 1971, la Ferrovia Paulista SA (FEPASA), qui a incorporé l'EFS, débute un plan de modernisation de la branche de Jurubatuba. La gare est alors considérée comme difficile d'accès, car les voyageurs qui entrent ou sortent de la gare doivent nécessairement traverser les deux voies de la Marginal Pinheiros, l'une des routes les plus fréquentées de la ville, lieu de nombreux accidents graves. La gare de Pinheiros est reconstruite et remise en service le 4 mai 1981.
Elle est transférée à la Companhia Paulista de Trens Metropolitanos (CPTM) en 1996. En 2007, la ligne C de la CPTM est renommée, ligne 9-Émeraude.
Le 20 avril 2021 elle devient une gare ViaMobilidade, consortium composé des sociétés CCR et RUASinvest, nouvel adjudicataire de la concession d'exploitation de la ligne 9, pour une durée de trente ans. Le contrat de concession est signé et le transfert de la ligne est réalisé le 27 janvier 2022.

## À proximité
- Birmann 21
- Praça Victor Civita